# Ry, Seine-Maritime

Ry este o comună în departamentul Seine-Maritime, Franța. În 1 ianuarie 2022 avea o populație de 786 de locuitori.